# Sophronica suturella
Sophronica suturella är en skalbaggsart som beskrevs av Stefan von Breuning 1940. Sophronica suturella ingår i släktet Sophronica och familjen långhorningar.
Artens utbredningsområde är:
- Angola.
- Senegal.

Inga underarter finns listade i Catalogue of Life.